# N-metil-L-amminoacido ossidasi
La N-metil-L-amminoacido ossidasi è un enzima appartenente alla classe delle ossidoreduttasi, che catalizza la seguente reazione:
un N-metil-L-amminoacido + H2O + O2 ⇄ un L-amminoacido + formaldeide + H2O2
L'enzima è una flavoproteina.